# Zenon från Elea
Zenón, Zenon från Elea (grekiska: Ζήνων ὁ Ἐλεάτης) född omkring 490 f.Kr., död omkring 430 f.Kr., var en grekisk filosof och matematiker från Elea i Italien. Han är känd för Zenons paradoxer.

## Biografi
Zenon studerade för Parmenides och följde sin lärare till Aten när han var 40. Där blev han själv lärare, och han hade flera berömda studenter, inklusive Perikles och Kallias. Senare i sitt liv kom han att återvända till Elea, där han sades ha försökt störta tyrannen Niarchus. Planen misslyckade, och Zenon torterades, men han var modig och gav ingen information.
Zenon utarbetade en serie paradoxer för att demonstrera sina idéer, som bland annat handlade om hur rörelse är omöjligt och att den verklighetsuppfattning som sinnena ger oss är en illusion. Genom att göra detta kallades han det dialektiska resonerandets uppfinnare av Aristotoles.
Hans bäst kända paradox är den om Akilles och sköldpaddan. Enligt Zenon, så kan Akilles inte springa förbi sköldpaddan om den får försprång eftersom sköldpaddan rör sig lite framåt för varje språng Akilles tar. Detta gör att sköldpaddan hela tiden rör sig framåt, så de kan bara komma fram samtidigt.
Zenon från Eleas tre välkända paradoxer med vilken han försökte visa att rörelse var omöjlig är dessa:
1. Man kan aldrig tillryggalägga en vägsträcka, eftersom man först måste avverka hälften av den, sedan hälften av den etc. i det oändliga.
2. Akilles kommer aldrig ifatt sköldpaddan eftersom sköldpaddan hinner kravla ytterligare en sträcka under den tid det tar för Akilles att nå dess startplats, och så vidare.
3. Hur förhåller sig pilen i sin bana? Är den i rörelse? I så fall måste den vara på mer än en punkt av banan, och röra sig mellan två. Befinner den sig i vila? Men om den på varje punkt av banan befinner sig i vila är det obegripligt hur den kan sägas röra sig.

## Utmärkelser
Asteroiden 6186 Zenon är uppkallad efter honom.